# 豪州資格フレームワーク
オーストラリア資格フレームワーク（Australian Qualifications Framework、AQF）は、オーストラリアの教育水準認定機関であり、連邦政府産業省の管轄下にある。国内の高校、専門学校、大学、大学院などで取得できる資格について、その互換性が定義されている。各国における国家資格フレームワーク制度(NQF)のひとつに認定されている。
AQFは水準を定めるのみであり、教育機関の認可はそれぞれ連邦政府や州の機関が行っている。

## AQFレベル
資格の枠組みは以下に定められている
| AQFレベル | 認定 | 所要年数                  |
| --------- | --- | ------------------------- |
| レベル10  | 博士レベル                                                                                              | 3-4年間                   |
| レベル9   | - 修士 (extended) - 修士 (coursework) - 修士 (research)                                                 | - 3-4年 - 1-2年 - 1-2年   |
| レベル8   | - グラデュエート・ディプロマ - グラデュエート・サーティフィケート - 名誉学士（Bachelor honours degree） | - 1-2年 - 6ヶ月-1年 - 1年 |
| レベル7   | 学士 | 3-4年                     |
| レベル6   | - 短期大学士（Associate degree） - 高度専門士 (Advanced diploma)                                        | - 1.5-2年 - 1.5-2年       |
| レベル5   | ディプロマ (Diploma)                                                                                    | 1-2年                     |
| レベル4   | サーティフィケート IV                                                                                   | 1年                       |
| レベル3   | サーティフィケート III                                                                                  | 6ヶ月                     |
| レベル2   | サーティフィケート II                                                                                   |                           |
| レベル1   | サーティフィケート I                                                                                    |                           |